# 베리 쿠퍼

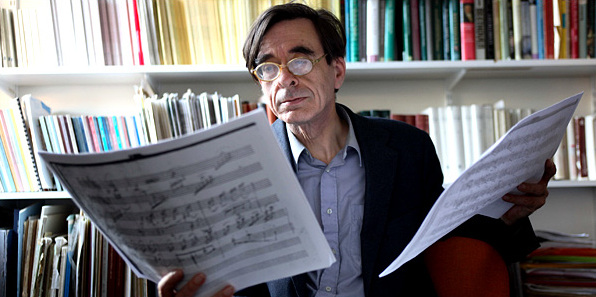

베리 쿠퍼(Barry Cooper)는 베토벤을 연구하는 음악학자이다.

## 생애
에식스의 웨스트클리프온시(Westcliff-on-Sea)에서 태어난 쿠퍼는 어린 시절에 피아노와 작곡을 공부하여 고든스턴 스쿨(Gordonstoun School)에서 장학금을 받았고 나중에는 옥스퍼드 유니버시티 칼리지에서 존 웹스터에게 오르간을 공부하고 1973년에 MA를 취득했으며 1973년에 DPhil을 받았다. 그의 작곡에는 오라토리오인 The Ascension이 포함된다.
그러나 쿠퍼는 베토벤에 관한 책과 베토벤 단편 교향곡 10번의 완성 및 구현으로 가장 잘 알려져 있다. 교향곡의 개별 악장에 대한 스케치와 첫 번째 악장에 대한 스케치를 음악적으로 만족스러운 전체로 결합한다. 실제 작품은 윈 모리스가 지휘하는 런던 심포니 오케스트라에 의해 녹음되었다. 그런 다음 개정되어 1988년 월터 웰러가 지휘하는 로얄 리버풀 필하모닉 오케스트라에 의해 공개 초연되었다. 어떤 면에서 이것은 그의 교향곡 10번에 대한 베토벤의 약속을 왕립 필하모닉 협회에서 제공한 콘서트에서 초연되었기 때문에 성취한 것이다. 여러 녹음 버전의 구매가 가능하다.
1974년부터 1990년까지 쿠퍼는 에버딘 대학교에서 가르쳤고 그곳에서 그는 18세기 영국의 음악 이론뿐만 아니라 그 도시의 초기 인쇄 음악에 관심을 갖게 되었다. 그는 또한 희귀한 17세기 프랑스 하프시코드 음악과 현재 알려진 가장 오래된 카논 중 하나를 발견했다.
쿠퍼는 최근 일반적으로 포함되지 않는 3개의 추가 소나타를 통합한 베토벤 피아노 소나타(ABRSM용)의 새 버전을 출시했다. 쿠퍼는 또한 소나타에 대한 변경 사항과 수천 건의 수정 사항을 자세히 설명하는 비평 텍스트를 소나타에 썼다.
1990년부터 쿠퍼는 나중에 맨체스터 대학교에서 음악 교수로 가르쳤다. 쿠퍼는 베토벤의 스케치뿐만 아니라 서양 음악사, 편집, 참고 문헌 기술, 화성 및 대위법에 대한 과정을 가르친다.